# Wordperfect Lightning
WordPerfect Lightning är ett datorprogram som utvecklas av Corel Corporation. Det är ett digitalt anteckningsblock som hanterar filformaten PDF, WPD och DOC.